# Во-Шампань
Во-Шампа́нь (фр. Vaux-Champagne) — коммуна во Франции, находится в регионе Шампань — Арденны. Департамент коммуны — Арденны. Входит в состав кантона Аттиньи. Округ коммуны — Вузье.
Код INSEE коммуны — 08462.
Коммуна расположена приблизительно в 175 км к востоку от Парижа, в 60 км севернее Шалон-ан-Шампани, в 39 км к югу от Шарлевиль-Мезьера.

## Население
Население коммуны на 2008 год составляло 125 человек.
| 1962 | 1968 | 1975 | 1982 | 1990 | 1999 | 2008 |
| ---- | ---- | ---- | ---- | ---- | ---- | ---- |
| 103  | 151  | 132  | 107  | 102  | 90   | 125  |

## Экономика

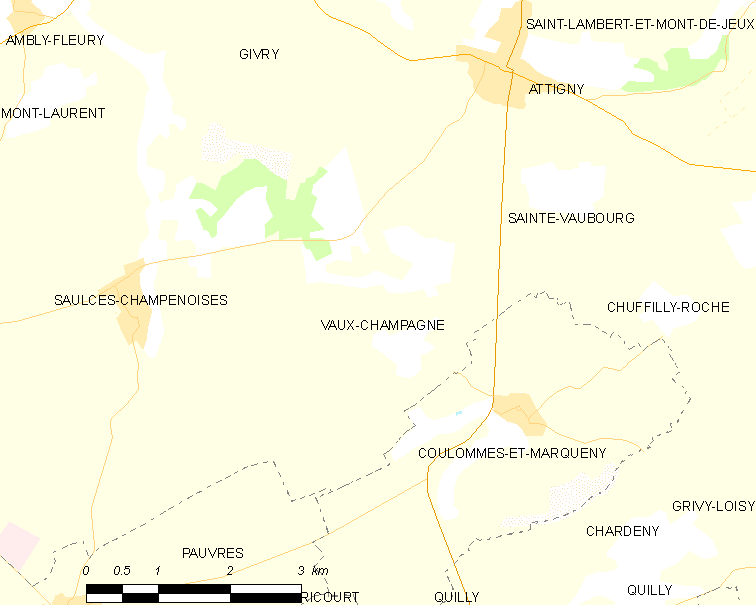
Карта коммуны

В 2007 году среди 73 человек в трудоспособном возрасте (15—64 лет) 57 были экономически активными, 16 — неактивными (показатель активности — 78,1 %, в 1999 году было 62,7 %). Из 57 активных работали 50 человек (31 мужчина и 19 женщин), безработных было 7 (2 мужчин и 5 женщин). Среди 16 неактивных 2 человека были учениками или студентами, 6 — пенсионерами, 8 были неактивными по другим причинам.

## Достопримечательности
- Церковь Сен-Реми XV века